# George Duncan

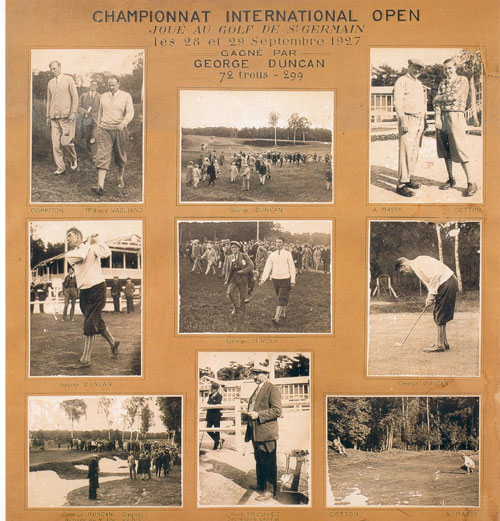
Winnaar Open de France 1913 en 1927
Foto 1927

George Duncan (Methlick bij Aberdeen, 16 september 1883 - Leeds,15 januari 1964) was een Schotse golfprofessional en golfbaanontwerper.

## Professional
Hij heeft 18 keer de cut gehaald bij het Britse Open. In 1920 won hij, en in nog 10 toernooien haalt hij een top-10 plaats: in 1922 werd hij 2e, in 1910 3e, in 1912 4e, in 1921 5e, in 1923 en 1924 6e, in 1907 7e, in 1906 en 1911 8e en in 1914 10e.

### Gewonnen
- 1912: Belgisch Open
- 1913: News of the World Match Play, Open de France
- 1920: Brits Open (Sandy Herd werd 2de)[2]
- 1927: Iers Open, Open de France

### Teams
- Ryder Cup in 1927, 1929 en 1931 (captain).